# Bataille d'Edson's Ridge
Seconde Guerre mondiale
Batailles
Campagne de Guadalcanal

Terrestres : 
- Tulagi et Gavutu–Tanambog
- Tenaru
- Edson's Ridge
- Rivière Matanikau
- Henderson Field
- Offensive de la Matanikau
- Koli Point
- Carlson's patrol
- Monts Austen

Navales :
- Île de Savo
- Salomon orientales
- Cap Espérance
- Îles Santa Cruz
- Bataille navale de Guadalcanal
- Tassafaronga
- Ke
- Îles de Renell

La  bataille d'Edson's Ridge  se déroula du 12 au 14 septembre 1942 sur l'île de Guadalcanal entre l'Armée impériale japonaise et les forces terrestres alliées (principalement des marines américains) au cours de la guerre du Pacifique pendant la Seconde Guerre mondiale.
Cette bataille fut la deuxième des trois grandes offensives terrestres japonaises pendant la campagne de Guadalcanal.

## Histoire

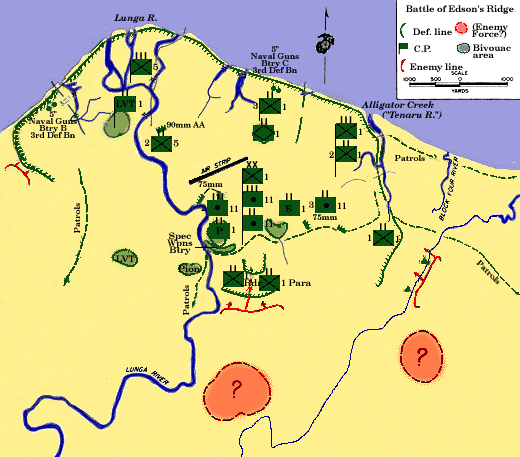
Positions américaines.

Le 7 août 1942, les forces alliées débarquèrent sur les îles de Guadalcanal, Tulagi et Florida aux îles Salomon. Les débarquements avaient pour but de déloger les Japonais qui utilisaient leurs bases pour menacer les routes d'approvisionnement entre les États-Unis et l'Australie. Ils étaient également destinés à sécuriser les îles comme points de départ de campagnes visant à neutraliser la grande base japonaise de Rabaul et de soutenir la campagne alliée en Nouvelle-Guinée.
Le général Kawaguchi avait fixé la date de son attaque sur le périmètre de Lunga pour le 12 septembre et commença à marcher à l'ouest de Taivu vers Lunga Point le 5 septembre. Il envoya un appel radio à la 17e armée et demanda que soient effectuées des frappes aériennes sur Henderson Field à partir du 9 septembre et que des navires de guerre soient stationnés au large de Lunga Point le 12 septembre pour « détruire tous les Américains qui tenteraient de s'enfuir de l'île ». Le 7 septembre, Kawaguchi publia son plan d'attaque pour « mettre en déroute et anéantir l'ennemi à proximité de l'aérodrome de l'île de Guadalcanal ». Le plan de Kawaguchi prévoyait de séparer les forces en trois, à s'approcher du périmètre de Lunga à l'intérieur des terres et de lancer une attaque nocturne surprise. La force d'Oka attaquerait le périmètre de l'ouest tandis que le deuxième échelon d'Ichiki - renommé le bataillon Kuma - attaquerait depuis l'est. L'attaque principale serait menée par le «Corps principal» de Kawaguchi, comptant 3 000 hommes dans trois bataillons, au sud du périmètre de Lunga. Le 7 septembre, la plupart des troupes de Kawaguchi commencèrent à marcher de Taivu vers la pointe Lunga, le long de la côte et environ 250 soldats japonais  restèrent à Taivu pour garder la base d'approvisionnement de la brigade .
Pendant ce temps, Martin Scemens, officier du gouvernement britannique et de la Force de défense du Protectorat des îles Salomon, lança un raid contre les troupes japonaises à Taivu. Les destroyers USS McKean et Manley et deux patrouilleurs emmenèrent 813 hommes d'Edson à Taivu en deux voyages. Edson et sa première vague de 501 hommes débarqua sur Taivu à 5 h 20 le 8 septembre. Appuyés par des avions d'Henderson Field et des tirs des destroyers, les hommes d'Edson s'avancèrent vers le village de Tasimboko mais furent ralentis par la résistance japonaise. À 11h00, le reste des hommes d'Edson arriva à destination. Avec ce renforcement et le soutien de l'aviation, la force d'Edson avança vers le village. Les défenseurs japonais, croyant qu'un atterrissage important était en cours après avoir observé l'approche concomitante d'un convoi de ravitailleurs alliés se dirigeant vers la pointe Lunga, se retirèrent dans la jungle, laissant 27 morts.
À Tasimboko, les troupes d'Edson découvrirent la base de ravitaillement des forces de Kawaguchi comprenant des stocks importants de nourriture, de munitions et de fournitures médicales ainsi qu'une radio à ondes courtes. Les Marines saisirent des documents, de l'équipement et des vivres et détruisirent le reste puis revinrent au périmètre de Lunga à 17 h 30. Les quantités de ravitaillement et les renseignements tirés des documents capturés révélèrent qu'au moins 3 000 soldats japonais se trouvaient sur l'île et projetaient apparemment une attaque.

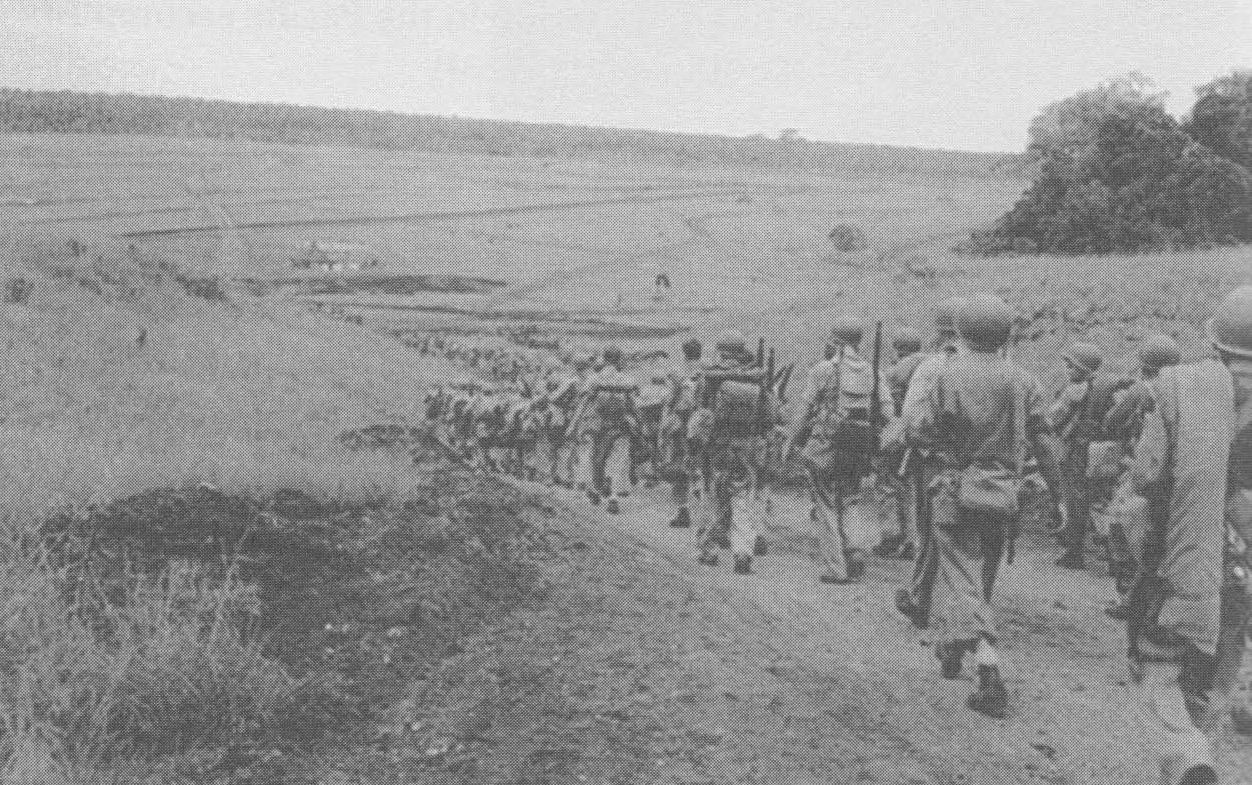
Troupes américaines.

Edson et le colonel Gerald C. Thomas, officier des opérations, croyaient que l'attaque japonaise arriverait par la crête de Lunga, une étroite roche dorsale corallienne de 1 000 m de long. La crête offrait une voie d'approche naturelle à l'aérodrome et surplombait les environs tout en étant presque sans défense. Edson et Thomas essayèrent de persuader le général Vandegrift de déplacer des forces pour la défendre, mais celui-ci refusa, croyant que les Japonais étaient plus susceptibles d'attaquer le long de la côte. Finalement, Thomas convainquit Vandegrift que la crête était un bon endroit pour que les Raiders d'Edson se reposent de leurs actions du mois précédent. Le 11 septembre, les 840 hommes de l'unité d'Edson se déployèrent donc autour de la crête et se préparèrent la défendre.
Le corps principal des troupes de Kawaguchi prévoyait d'attaquer le périmètre de Lunga par la crête, qu'ils appelaient le mille-pattes (mukade gata) à cause de sa forme. Le 9 septembre, les troupes de Kawaguchi quittèrent la côte à Koli Point. Divisés en quatre colonnes, ils marchèrent dans la jungle vers leurs points d'attaque prédéfinis au sud et au sud-est de l'aérodrome. Une jungle épaisse et presque impénétrable firent que les colonnes japonaises se déplacèrent lentement en zigzaguant, ce qui prit beaucoup de temps. Au même moment, les troupes d'Oka s'approchèrent du périmètre de Lunga par l'ouest. Oka avait des renseignements sur les défenses de la Marine, extraites d'un pilote de l'armée américaine capturé le 30 août.

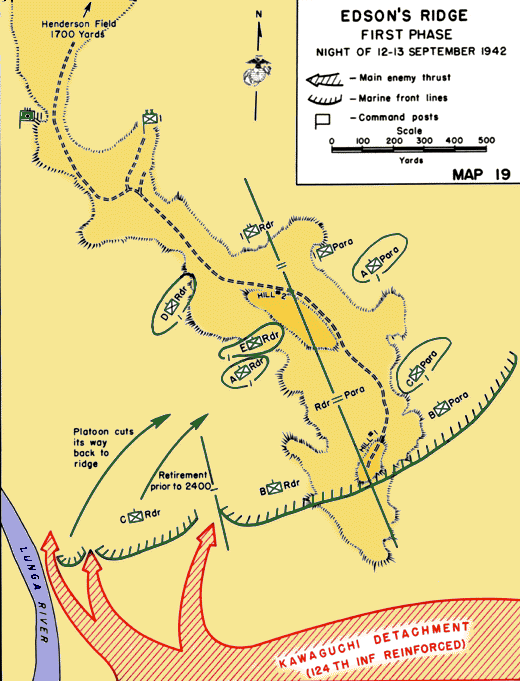
Attaques japonaises

Au cours de la journée du 12 septembre, les troupes de Kawaguchi se battirent à travers la jungle vers leurs points de rassemblement, Kawaguchi voulait que ses trois bataillons du corps principal fussent en place à 14h00 mais ils n'atteinrent leurs zones de rassemblement qu'après 22 h 00. Oka ayant également été retardé dans son avance vers l'ouest. Seul le bataillon Kuma signala qu'ils étaient en place à l'heure. Malgré les problèmes pour atteindre les positions d'attaque prévues, Kawaguchi était toujours confiant dans son plan par les renseignements du pilote américain capturé. Les bombardiers japonais attaquèrent la crête pendant la journée du 11 au 12 septembre.
Les Américains connaissaient l'approche des forces japonaises à partir des rapports des éclaireurs indigènes et de leurs propres patrouilles mais ne savaient pas exactement où et quand ils allaient attaquer. La crête autour de laquelle Edson déploya ses hommes consistait en trois buttes distinctes. À la pointe sud et entourée de trois côtés par une jungle épaisse était la colline 80. A six cents mètres au nord était la colline 123, dominante sur la crête. Edson plaça les cinq compagnies du bataillon Raider du côté ouest de la crête et les trois compagnies du bataillon parachutiste des Marines du côté est, occupant des positions en profondeur de la cote 80 jusqu'à la cote 123. Deux des cinq compagnies Raider, « B » et C, tenaient une ligne entre la crête. Les équipes de mitrailleurs de la compagnie E, la compagnie d'armes lourdes, étaient éparpillées à travers les défenses. Edson plaça son poste de commandement sur la colline 123.
Le 12 septembre, à 21 h 30, le croiseur japonais Sendai et trois destroyers bombardèrent le périmètre de Lunga pendant 20 minutes et éclairèrent la crête à l'aide d'un projecteur. L'artillerie japonaise commença à bombarder les lignes des Marines mais fit peu de dégâts. Dans le même temps, des groupes dispersés de troupes de Kawaguchi attaquèrent les Marines autour de la crête. Le 1er bataillon de Kawaguchi, dirigé par le major Yukichi Kokusho, attaqua la compagnie C des Raiders entre le lagon et la rivière Lunga, isolant au moins un peloton et obligeant la compagnie des Marines à reculer sur la crête. L'unité de Kokusho se retrouva ainsi mêlée aux troupes du 3e bataillon de Kawaguchi sous le lieutenant-colonel Kusukichi Watanabe qui luttaient encore pour atteindre leurs positions d'attaque. La confusion qui en résulta a effectivement arrêté l'attaque japonaise sur la crête ce soir-là.
Le matin du 13 septembre, des avions de la Cactus Air Force et de l'artillerie de la Marine tirèrent dans la zone située juste au sud de la crête, obligeant les Japonais à se cacher dans la jungle voisine. À 5 h 50, Kawaguchi décida de regrouper ses forces.
S'attendant à ce que les Japonais attaquent de nouveau durant la nuit, Edson ordonna à ses troupes d'améliorer leurs défenses autour de la crête. Après une tentative ratée par deux compagnies de reprendre le terrain sur le flanc droit des Marines perdu la veille au profit du groupe de Kokusho, Edson repositionna ses forces. Il ramena son front à environ 400 m (370 m) jusqu'à une ligne qui s'étendait sur 1 800 m (1 800 m), commençant à la rivière Lunga et traversant la crête à environ 150 m au sud de Hill 123. il plaça cinq unités. Avec seulement quelques heures de préparation, les Marines  construisèrent des fortifications rudimentaires et peu profondes. Ils manquaient de munitions, avec une ou deux grenades par Marine. Vandegrift ordonna à une force de réserve composée du 2e Bataillon de se placer juste à l'arrière des troupes d'Edson. En outre, une batterie de quatre obusiers de 105 mm du 3e bataillon du 11e Régiment de marine, sous le commandement du lieutenant-colonel James J. Keating, fut déplacée vers un endroit où elle pouvait tirer directement sur la crête.
Durant la nuit du 13 septembre, Kawaguchi avec 3 000 hommes de sa brigade, plus de l'artillerie légère fit face aux 830 Marines d'Edson. La nuit était noire et sans lune. À 21h00, sept destroyers japonais bombardèrent brièvement la crête. L'attaque de Kawaguchi commença juste après la tombée de la nuit : le bataillon de Kokusho attaqua la compagnie B de Raiders sur le flanc droit des Marines, juste à l'ouest de la crête. La force de l'assaut ramena la compagnie B à la colline 123. Sous le feu de l'artillerie américaine, Kokusho rassembla ses hommes et continua son attaque. Sans s'arrêter pour essayer de faire reculer les autres unités de Marines voisines dont les flancs n'étaient plus protégés, l'unité de Kokusho avança dans les basses terres marécageuses entre la crête et la rivière Lunga et se dirigea vers l'aérodrome, ils tombèrent sur des approvisionnements des Marines. Vers 3 h 00, il les mena contre les Marines autour de la partie nord de la crête, juste à côté de l'aérodrome et de la colline 123.
Pendant ce temps, le 2e bataillon de Kawaguchi, sous le commandant de Tamura, s'était rassemblé pour l'assaut prévu contre la colline 80 dans la jungle au sud de la crête. Les observateurs des Marines américains ayant repéré les préparatifs de Tamura, firent appel aux tirs d'artillerie. Vers 22 h 00, un barrage de douze obusiers de 105 mm  atteignit la position de Tamura. En réponse, deux compagnies des troupes de Tamura d'environ 320 hommes chargèrent à la baïonnette la colline 80 derrière leur propre barrage de tirs de mortiers et de grenades. L'attaque de Tamura frappa la compagnie B du bataillon de parachutistes des Marines et la compagnie Raiders B, poussant les parachutistes du côté est de la crête dans une retraite au-dessous de celle-ci. Pour protéger ses hommes trop exposés de la compagnie B, Edson leur ordonna immédiatement de se retirer sur la colline 123.
Dans le même temps, une compagnie japonaise du bataillon de Watanabe s'infiltra par une passe entre le côté est de la crête et la compagnie Parachutiste C. Décidant que leurs positions étaient maintenant intenables, les compagnies B et C américaines grimpèrent sur la colline 123. Dans l'obscurité et la confusion de la bataille, la retraite devint rapidement confuse et désorganisée. Après être arrivés derrière la colline 123, certains des Marines continuèrent vers l'aérodrome mais ils furent rappelés à réoccuper leurs positions de défense autour de la colline.
Alors que les Marines formèrent une ligne en forme de fer à cheval autour de la colline 123, le bataillon de Tamura commença une série d'assauts frontaux sur la colline, chargeant la colline 80 et passant sous le côté est de la crête. Sous la lumière des fusées à parachute larguées par un hydravion japonais, les Marines repoussèrent les deux premières attaques des hommes de Tamura. Les troupes de Tamura hissèrent ensuite un canon de 75 mm au sommet de la cote 80 dans le but de tirer directement sur les Marines mais le canon ne fonctionna pas en raison d'un percuteur défectueux. À minuit, pendant une courte accalmie dans les combats, Edson ordonna aux parachutistes des compagnies B et C d'avancer derrière Hill 123 pour renforcer son flanc gauche. A la baïonnette, les Japonais attaquèrent ensuite le flanc gauche d'Edson juste après que les Parachutistes aient pris position, mais ils furent de nouveau arrêtés par les Marines. Leur artillerie de 105 mm et de 75 mm faisant également payer un lourd tribut aux attaquants japonais.
À 4 h 00, après avoir résisté à plusieurs autres attaques dont certaines aboutirent à des combats au corps à corps, après avoir subi des sévères tirs de snipers de tous les côtés, les hommes d'Edson furent rejoints par les troupes du 2ème Battalion et du 5ème régiment des Marines. Il n'y aura plus d'attaques japonaises avant l'aube. Mais pendant les combats, les sections de trois compagnies japonaises, dont deux de Tamura et une des bataillons de Watanabe, contournèrent les défenses de la crête, subissant de lourdes pertes, et atteignirent le bord de « Fighter One » de Henderson Field.
Alors que le soleil se leva le 14 septembre, des poches de soldats japonais restaient éparpillées des deux côtés de la crête. L'assaut de Kawaguchi avait pris fin, le bataillon de Tamura ayant perdu les trois quarts de ses officiers et hommes ainsi que ses autres unités attaquantes. Une centaine de soldats japonais restaient encore à découvert sur le versant sud de la colline 80, préparant peut-être une charge de plus sur la colline 123. Aux premières lueurs du jour, trois chasseurs P-400 Aircobra de l'US Army mitraillèrent les Japonais près de la colline 80 et tuèrent la plupart d'entre eux, les survivants se retirèrent dans la jungle.